# Dialekt szumadyjsko-wojwodiński

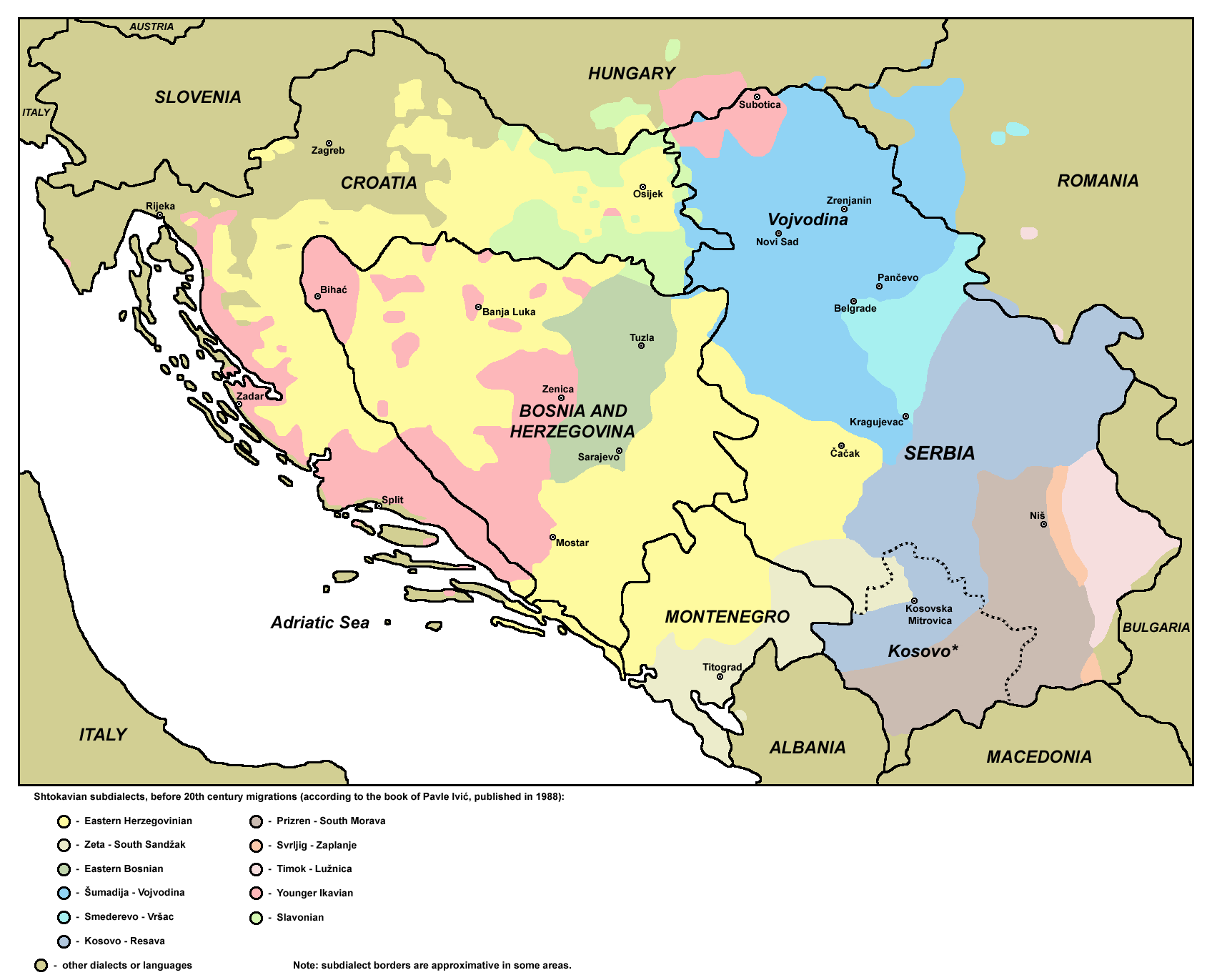
Dialekty sztokawskie, w tym dialekt szumadyjsko-wojwodiński

Dialekt szumadyjsko-wojwodiński (serb.-chorw. šumadijsko-vojvođanski dijalekt) – dialekt sztokawski należący do grupy nowosztokawskich, używany w Wojwodinie (Baczka, Banat, Srem) i w północno-zachodniej Serbii Centralnej (Szumadii) po Kraljevo. Oprócz tego używany jest w izolowanych punktach w Slawonii, w Rumunii nad rzeką Maruszą a także na Węgrzech w koloniach sztokawskich w pobliżu Budapesztu.

## Cechy językowe
Do cech fonetycznych dialektu szumadyjsko-wojwodińskiego należą:
- nowosztokawska akcentuacja, charakteryzująca się na ogół cofnięciem miejsca akcentu o jedną sylabę[1],
- niejednolita tendencja do skracania samogłosek długich, np. râdim, sȅje zamiast râdīm, sȅjē[1],
- zastępstwo prasłowiańskiego *ě przez e (ekawica), np. sténa, mȅsto, choć z licznymi ikawizmamami, np. gńízdo, sìkira, viditi, lètiti, divojka[4], liczne ikawizmy są też w końcówkach, jak np. slàbiji, nísam, dȉ, nigdȉ, mèni, tèbi, dòbrīma[5],
- zanik fonemu *χ, np. vȑ, kòžu, strâ zamiast vȑh, kòžuh, strâh[6],
- fonem f na ogół zostaje zastąpiony przez v[7],

Spośród zmian w morfologii należy wymienić:
- rozszerzone użycie końcówki -du i -u w 3. os. l. mn. czasu teraźniejszego, np. bežídu, môradu, ukrádedu, túčedu se, slȕšu, zàpēvu, prežívu[8],
- w Szumadii żywe użycie aorystu, zaś w Wojwodinie zanik odmiany przez osoby i formy typu mî òdoše[8],
- zanik imperfektu[6],
- upowszechnienie pochodzącej z narzędnika do celownika i miejscownika końcówki -im, np. o tim, na dr̀venim plùgu, kâžem òvīm drûgu zamiast literackich o tome, na drvenom plugu, kažem ovome drugu[6].

Gwary południowej części obszaru dialektalnego (Szumadii) są dość niejednolite, nawiązują do pobliskich gwar kosowsko-resawskich i wschodniohercegowińskich, jednak gwary Wojwodiny dzielą szereg wspólnych cech, do których należą:
- tendencja do zamkniętej wymowy długich e i o, co nieraz powoduje ich dyftongizację do i̯e, ûo, np. dẹ́te, šîest, mûoj < psł. *dětę, *šestь, *mojь[9],
- z drugiej strony tendencja do szerokiej wymowy krótkich e i o, np. dèaca, dȍasta[9],
- liczne archaizmy deklinacyjne, jak formy narzędnika typu s vòlovi czy miejscownika typu po lìvada, nà vrati (z regularnym zanikiem końcowego -χ)[9],
- w słownictwie liczne germanizmy, szczególnie w dziedzinie kultury materialnej[9], oprócz tego liczne pożyczki węgierskie, a w gwarach Banatu także rumuńskie[10].